# 466 Tisiphone
466 Tisiphone là một tiểu hành tinh ở vành đai chính. Nó thuộc nhóm tiểu hành tinh Cybele. Tiểu hành tinh này do Max Wolf và Luigi Carnera phát hiện ngày 17.01.1901 ở Heidelberg, và được tạm đặt tên 1901 FX. Tên chính thức của nó được đặt theo tên Tisiphone, một nữ thần trong thần thoại Hy Lạp.